# Pauwentroon

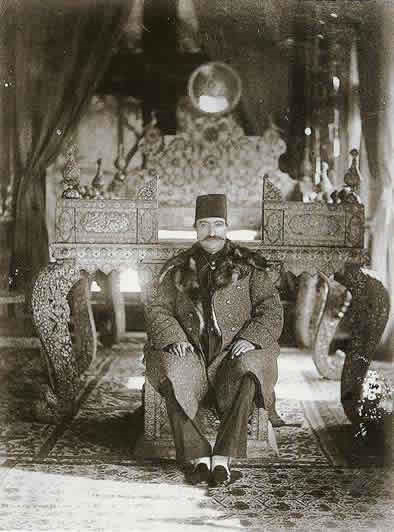
Naser ed-Din Kadjar voor de Pauwentroon

De Pauwentroon (Perzisch:تخت طاووس – Tacht-e Tavus) is een met bladgoud en 26.733 edelstenen bezette troon, die vroeger werd gebruikt door de Perzische sjahs en die tegenwoordig wordt tentoongesteld in het Golestanpaleis in Teheran (Iran).
Nadir Sjah, grondlegger van de Afsharidendynastie, zou de troon in 1739 tijdens zijn militaire campagne tegen het Mogolrijk in India hebben buitgemaakt. Oorspronkelijk zou hij zijn gemaakt voor Mogol-heerser Shah Jahan, die had ook de diamant Koh-i-Noor in de troon laten verwerken. De oorspronkelijke - uit India meegenomen - troon bestaat niet meer. De huidige is een van de latere kopieën.
De naam komt van de vorm. Achter het stoelgedeelte stonden twee pauwen opgesteld. Vanaf de Kadjaren werden alle sjahs Heersers op de Pauwentroon genoemd.